# Astragalus dolichochaete
Astragalus dolichochaete là một loài thực vật có hoa trong họ Đậu. Loài này được Diels miêu tả khoa học đầu tiên.